# Ferdinand Hummel

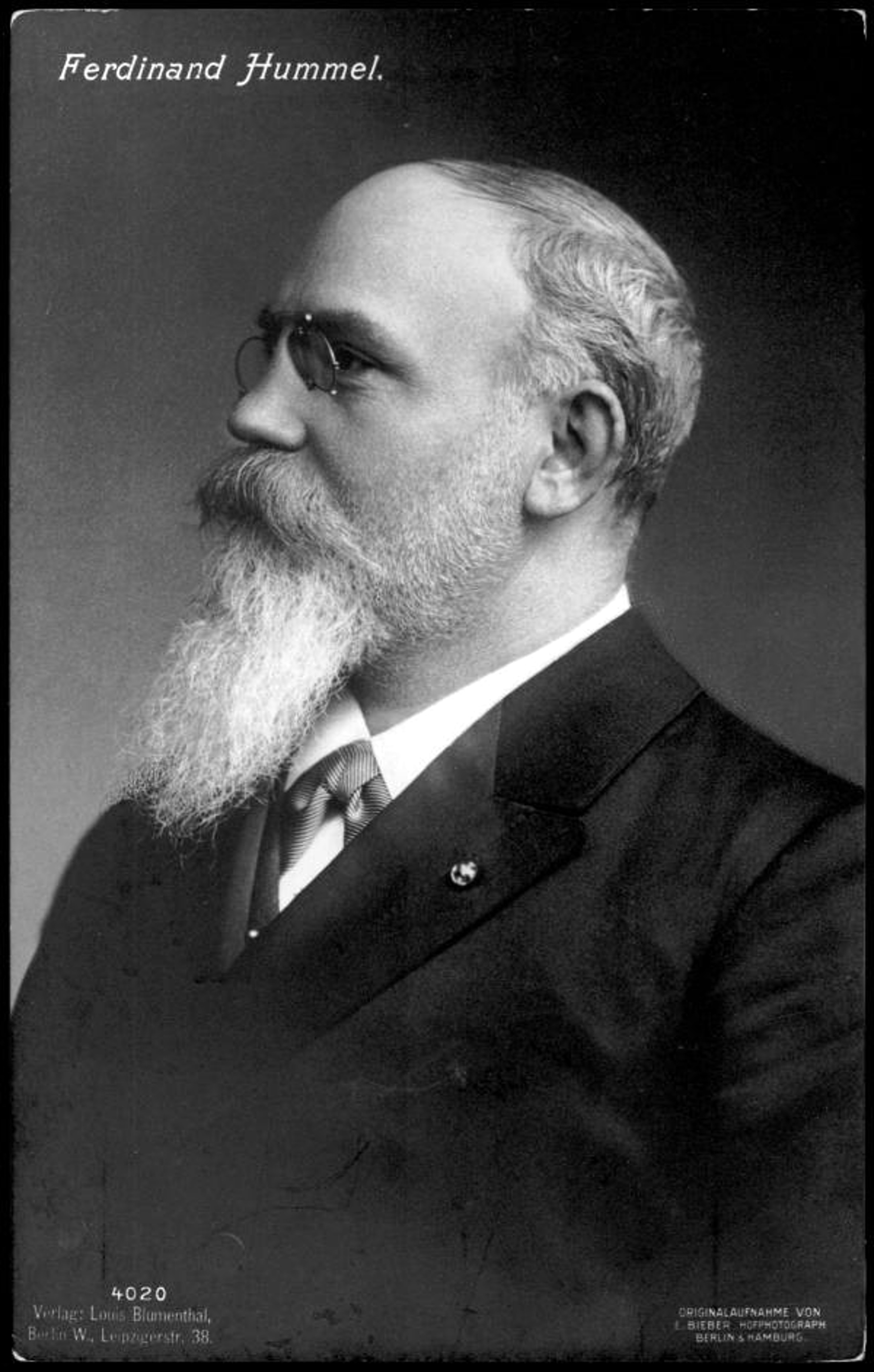
Ferdinand Hummel.

Ferdinand Hummel, född den 6 september 1855 i Berlin, död där den 24 april 1928, var en tysk tonsättare.
Hummel, som i barndomen var harpavirtuos, sedan elev av Rudorff, Kiel, Bargiel med flera, gjorde sig allmännare känd genom den starkt "veristiska" operan "Mara" (1893, Stockholm 1894) samt komponerade i övrigt flera operor, större kör- och orkesterverk, sagodikter för trestämmig damkör med soli, kammarmusik, stycken för violoncell, piano och så vidare.